# Kanal Lukitj
Kanal Lukitj (ryska: Канал Лукич) är en kanal i Belarus.   Den ligger i voblasten Homels voblast, i den centrala delen av landet, 210 km söder om huvudstaden Minsk.
I omgivningarna runt Kanal Lukitj växer i huvudsak blandskog. Runt Kanal Lukitj är det ganska tätbefolkat, med 83 invånare per kvadratkilometer.